# فرونهاوزن
فرونهاوزن (به آلمانی: Fronhausen) یک شهر در آلمان است که در ماربورگ-بیدنکپف واقع شده‌است. فرونهاوزن ۴٬۰۳۵ نفر جمعیت دارد.